# ایس ونچورا: کارآگاه حیوانات (مجموعه تلویزیونی)
ایس ونچورا: کارآگاه حیوانات (به انگلیسی: Ace Ventura: Pet Detective) یک مجموعه تلویزیونی انیمیشنی بر اساس فیلمی به به همین نام (۱۹۹۴) است. این سریال توسط  کمپانی مورگان کریک انترتینمنت برای دو فصل اول و اوداسی ایترتامنت برای فصل سوم و آخر تولید شد. از سال ۱۹۹۵ تا ۱۹۹۷ به مدت دو فصل از شبکه سی‌بی‌اس پخش شد. فصل سوم و تکرار قسمت‌های قبلی از سال ۱۹۹۹ تا ۲۰۰۰ در نیکلودئون پخش شد.

## بررسی اجمالی
این مجموعه دنباله‌ای از فیلم‌های آیس ونچورا است. شخصیت اصلی که توسط بازیگر کانادایی مایکل داینگرفیلد (معتبر به عنوان مایکل هال) صداگذاری شده است، یک بازرس خصوصی احمق است که به حیوانات از همه گونه‌ها تمایل دارد.
این سریال به مدت دو فصل از شبکه سی‌بی‌اس پخش شد و فصل سوم آن از نیکلودئون پخش شد، زمانی که این کانال برنامه را برای پخش مجدد پخش کرد. برخی از شخصیت‌های فیلم حفظ شدند، اگرچه توسط بازیگران اصلی‌شان صداگذاری نشدند. در حالی که فیلم‌های اصلی قبلاً یک زیبایی‌شناسی کمدی به شدت کارتونی داشتند، تلاش‌های طنز بی‌نظیر، زرق و برق‌آمیز و بی‌نظیر کارتون تحت‌الشعاع قرار گرفتند. ست مک فارلین از جمله نویسندگانی بود که در طول اجرای سریال، طنز مشابهی با سریال بعدی خود به نمایش گذاشت.